# Isländische Fußballmeisterschaft der Frauen 1981
Die Isländische Fußballmeisterschaft der Frauen 1981 (isländisch 1. deild kvenna) war die zehnte Austragung der höchsten isländischen Spielklasse im Frauenfußball. Sie startete am 29. Mai 1981 und endete am 21. August 1981. Acht Mannschaften trafen im Doppelrundenturnier aufeinander. Der Titelverteidiger Breiðablik Kópavogur gewann zum vierten Mal die isländische Meisterschaft.

## Meisterschaft
Tabelle
| Pl. | Verein               | Sp. | S  | U | N  | Tore    | Diff. | Punkte |
| --- | -------------------- | --- | -- | - | -- | ------- | ----- | ------ |
| 1.  | Breiðablik Kópavogur | 14  | 13 | 1 | 0  | 073:800 | +65   | 27:10  |
| 2.  | ÍA Akranes           | 14  | 11 | 0 | 3  | 063:190 | +44   | 22:60  |
| 3.  | Valur Reykjavík      | 14  | 9  | 1 | 4  | 053:110 | +42   | 19:90  |
| 4.  | KR Reykjavík         | 14  | 7  | 2 | 5  | 034:210 | +13   | 16:12  |
| 5.  | FH Hafnarfjörður     | 14  | 5  | 2 | 7  | 023:390 | −16   | 12:16  |
| 6.  | Víkingur Reykjavík   | 14  | 3  | 3 | 8  | 010:410 | −31   | 09:19  |
| 7.  | Leiknir Reykjavík    | 14  | 1  | 2 | 11 | 004:690 | −65   | 04:24  |
| 8.  | Víðir Reykjavík      | 14  | 1  | 1 | 12 | 006:580 | −52   | 03:25  |

Kreuztabelle 
|                      | Breiðablik Kópavogur | ÍA Akranes |      | KR Reykjavík | FH Hafnarfjörður | Víkingur Reykjavík | Leiknir Reykjavík | Víðir Reykjavík |
| Breiðablik Kópavogur |                      | 6:1        | 3:1  | 4:1          | 10:0             | 4:0                | 5:0               | 10:0            |
| ÍA Akranes           | 2:6                  |            | 2:0  | 4:1          | 3:0              | 10:0               | 3:0               | 11:1            |
| Valur Reykjavík      | 1:1                  | 2:1        |      | 0:1          | 5:0              | 8:0                | 3:0               | 3:0             |
| KR Reykjavík         | 1:4                  | 1:2        | 1:3  |              | 4:1              | 3:0                | 8:1               | 1:0             |
| FH Hafnarfjörður     | 1:2                  | 0:7        | 2:0  | 1:1          |                  | 1:1                | 7:1               | 3:2             |
| Víkingur Reykjavík   | 0:4                  | 0:2        | 0:4  | 1:1          | 3:2              |                    | 1:1               | 0:1             |
| Leiknir Reykjavík    | 0:9                  | 0:8        | 0:15 | 0:3          | 0:4              | 0:3                |                   | 0:0             |
| Víðir Reykjavík      | 0:5                  | 2:7        | 0:8  | 0:7          | 0:1              | 0:1                | 0:1               |                 |

## Torschützenliste
| Platz | Spielerin                       | Verein               | Tore |
| ----- | ------------------------------- | -------------------- | ---- |
| 1.    | Ásta Breiðfjörð Gunnlaugsdóttir | Breiðablik Kópavogur | 33   |
| 2.    | Laufey Sigurðardóttir           | ÍA Akranes           | 30   |